# Дамблен (Вогези)
Дамблен (фр. Damblain) насеље је и општина у североисточној Француској у региону Лорена, у департману Вогези која припада префектури Нефшато.
По подацима из 2011. године у општини је живело 260 становника, а густина насељености је износила 19,59 становника/km². Општина се простире на површини од 13,27 km². Налази се на средњој надморској висини од 370 метара (максималној 412 m, а минималној 337 m).

## Демографија
| 1962. | 1968. | 1975. | 1982. | 1990. | 1999. | 2011. |
| ----- | ----- | ----- | ----- | ----- | ----- | ----- |
| 477   | 511   | 507   | 443   | 353   | 302   | 260   |

График промене броја становника у току последњих година